# Yukiko Inui
Yukiko Inui (em japonês:  乾 友紀子, Inui Yukiko; Omihachiman, 4 de dezembro de 1990) é uma nadadora sincronizada japonesa. Ela venceu a primeira medalha de ouro do Japão em cada rotina técnica solo e rotina livre solo no Campeonato Mundial de Esportes Aquáticos no Campeonato Mundial de Esportes Aquáticos de 2022. Além disso, competiu nos Jogos Olímpicos de Verão de 2020, no dueto com Megumu Yoshida e no evento por equipes, terminando com a medalha de bronze em ambos os eventos. Em 2023, tornou-se bicampeã mundial na categoria rotina técnica solo feminina. 

## Carreira
Inui representou seu país nos Jogos Olímpicos de 2012, não medalhando.
Na Rio 2016 ela conquistou a medalha de bronze no dueto com Risako Mitsui. Com a equipe ela repetiu a medalha de bronze.